# Viktor Hachmang
Viktor Hachmang (Schiedam, 1988) is een Nederlandse illustrator, graficus en striptekenaar.

## Biografie
Hachmang studeerde van 2008 tot 2011 Grafisch Ontwerpen aan de Koninklijke Academie van Beeldende Kunsten. Zijn illustraties werden o.a. gepubliceerd in The New York Times, Die Zeit, MIT Technology Review en Wired. Hachmang maakt ook experimentele stripverhalen. Hij debuteerde in 2016 met zijn kortverhaal Book of Void, een fictief verslag van aanslagen op kunstwerken in het Stedelijk Museum dat verwijst naar Go Rin No Sho (Het Boek van Vijf Ringen) van Miyamoto Musashi over samoerai-zwaardkunst en filosofie.
Begin 2018 verscheen zijn graphic novel Blokken, gebaseerd op de gelijknamige dystopische sciencefiction-novelle van Ferdinand Bordewijk uit 1931.

## Publicaties
- Book of Void, Landfill Editions (2016)
- Blokken, Nijgh & Van Ditmar (2018), F. Bordewijk en V. Hachmang ISBN 978-90-388-0512-2
- 4 Fragments, Landfill Editions (2018)
- Twin Mirrors, Landfill Editions (2019)
- Bestiarium, Landfill Editions (2021)